# Saint Helena
Saint Helena (cách phát âm: Xanh Heli-na), đặt theo tên của Helena thành Constantinopolis, là đảo núi lửa nằm ở phía Nam Đại Tây Dương, lãnh thổ hải ngoại thuộc Anh. Vùng đất này bao gồm đảo Saint Helena và thuộc địa Đảo Ascension và Tristan da Cunha trải dài trên diện tích 425 km².
Saint Helena nổi tiếng bởi nơi đây từng là chốn lưu đày của hoàng đế Pháp Napoléon Bonaparte từ 1815 cho đến những năm tháng cuối đời (1821). Ngôi nhà Longwood chính là nơi sinh sống của ông và Sane Valley trên đảo sau thất bại cuối cùng trong trận Waterloo. Năm 1858, nơi đây đã được trao tặng cho Chính phủ Pháp.
Ngày nay, Saint Helena là một thành viên của Hiệp hội Thể thao Các đảo Thế giới (International Island Games Association).